# Consolidation démocratique
La consolidation démocratique est le processus qui suit la transition démocratique. Ce concept consiste à garder en place une démocratie nouvellement arrivée dans un pays qui auparavant subissait un régime non-démocratique.

## Définition et origine théorique de la consolidation
La consolidation démocratique est un concept théorique utilisé en politique comparée élaboré à la suite des nombreux processus de démocratisation qui ont eu lieu dans les années 1970 et 1980 (Samuel Huntington, “The third wave”). Ceux-ci font suite à la révolution des Œillets survenue au Portugal en 1974 et touchent des pays d’Europe centrale et orientale (d’anciens pays soviétiques) et des pays d’Amérique latine. La consolidation démocratique s’inscrit dans une étude plus large des transitions démocratiques étudiées par de nombreux auteurs et qui cherche à évaluer la durabilité de l’implantation de la démocratie sur un territoire donné. Ils essaient de définir certaines lois que l’on pourrait retrouver dans ces cas de démocratisation.
Deux politologues en particulier, ont contribué à populariser le concept de « démocratie consolidée » : Juan Linz et Alfred Stepan dans Problems of Democratic Transition and consolidation. Ils sont les premiers à souligner la différence entre “transition démocratique” et “consolidation démocratique”. Le premier processus n’aboutissant pas obligatoirement sur un régime démocratique, il doit être suivi d’une période de consolidation. Huntington explique ce principe comme « le processus d'institutionnalisation » des règles qui permet la répétition des élections". Il fait surtout référence ici, à la stabilité démocratique et met donc l'accent sur l'absence de crise.
Mais il est important de relativiser, et ce que l’on exprime par « consolidation démocratique » dépend de la définition donnée à la démocratie. Si on comprend une définition restreinte: la démocratie comme type spécifique de régime politique, ou une définition plus large: la démocratie comme système politique, économique et social.
La définition de départ largement partagée est celle de Schedler. Il part de la définition la plus classique qui veut qu’un régime démocratique soit considéré comme consolidé lorsqu’il « semble vouloir durer » ou lorsqu’on peut espérer qu’il dure dans le temps.
À partir de là, on peut étudier ce concept de deux manières différentes. 

### Concept négatif de la consolidation démocratique
La vision négative répond à un régime démocratique consolidé capable d’éviter et/ou de répondre aux crises qui peuvent le traverser. Cette vision, plus institutionnelle, voit la démocratie comme le processus de désignation d’un représentant du peuple. Elle insiste donc sur la répétition des élections et du processus électoral en général. C’est une perspective négative car elle veut éviter l’érosion de la démocratie et voit dans le processus électoral, une logique à préserver. 

#### Concept positif de la consolidation démocratique
Une démocratie consolidée peut aussi être vue comme un processus positif, qu’il faut compléter et approfondir. Cette approche positive, critique d’une vision trop institutionnelle, est notamment reprise par Linz et Stepan. Elle reprend une échelle de valeurs normatives pour évaluer la qualité de l’échange entre appareil étatique et société civile (ex. : participation citoyenne, État de droit, imputabilité…). L’objet de l’analyse positive est la capacité des citoyens à participer au débat démocratie de façon libre et autonome.  Cette vision ajoute à l’institutionnel, un point de vue interne de participation et externe d’observation de cette participation. Mais également une dimension temporelle en travaillant aujourd’hui, à étendre au futur une stabilité acquise dans le passé.

## Les acteurs de la consolidation démocratique
.Les acteurs de la consolidation démocratique sont en premier lieu les états et leur gouvernement, mais aussi la Société civile qui joue un rôle majeur dans certains cas de figure. L’élite politique a d’abord le rôle de reconnaître les nouvelles règles institutionnelles et pratiques pour ensuite les diffuser et les soumettre à la population qui s'habituera à celles-ci et les assimilera progressivement. La population est importante dans la mesure où elle légitime consciemment et/ou inconsciemment ces nouvelles règles institutionnelles et donc participent à la consolidation démocratique. 
Si l’on reprend la typologie de T.T. Lynn Karl et P. C. Schmitter, on identifie deux acteurs : L’élite et la masse, c’est-à-dire, le peuple. Et la place de ces acteurs dans le jeu de la consolidation démocratique va dépendre de la stratégie choisie. Si l’on est face à un compromis ou d’une décision unilatérale ? 
En Uruguay par exemple, la transition et la consolidation démocratique se sont faites de façon unilatérale, entre élite militaire et élite politique du pays via l’organisation d’élections secrètes en 1984. Ce fut également le cas en Bulgarie, avec la fin du régime communiste de 1990.
Si le peuple est acteur dominant; Au Chili, la consolidation démocratique a été portée par la population, via un plébiscite organisé en 1988. On est dans le cadre du compromis. Sinon, le processus peut être imposé par le peuple à travers des révolutions populaires et des soulèvements. 
Les acteurs fondamentaux restent l’élite politique nouvellement installée puisque c’est elle qui va rythmer de façon plus ou moins coercitive le jeu démocratique et la volonté de consolider le régime démocratique.

## Approches établissant des critères de consolidation

### Composants de la consolidation démocratique (Conditions/critères)
Selon Linz et Stepan, il existe cinq conditions permettant d’identifier une démocratie dite consolidée. La première est la présence d’une société civile en mesure de s’opposer à l’État. La seconde est un système politique stable avec des règles strictes et respectée par l’ensemble des dirigeants. La troisième est la présence d’un État de droit, c’est-à-dire la prééminence du droit sur la politique, les gouvernés mais aussi les gouvernants doivent respecter les lois. La quatrième est un appareil bureaucratique efficace répondant aux ordres du pouvoir politique. La dernière correspond à l’existence d’un système économique dans lequel la population peut exprimer ses demandes matérielles et les obtenir.

#### Les Logiques de Schedler[4]
De son côté, Schedler considère que les définitions normalement données au concept de consolidation de la démocratie ne fonctionnent pas car elles essaient d’étudier de façon normative les chances de survie d’un régime. Il définit donc quatre critères d’observation de la consolidation démocratique : 
- logique des symptômes (absence de crises) ;
- logique de la crise comme épreuve (bonne gestion des crises) ;
- logique préventive (présence de structures solides).
- logique subjective (auto perception des politiques et des citoyens).

#### Les caractéristiques d'O'Donnell[4]
Aussi O’Donnell explique les conséquences de l’État de droit sur la conceptualisation de l’État, de la démocratie et de la citoyenneté. Il établit trois caractéristiques pour évaluer le passage d’un État de droit à celui d’État légal démocratique : 
- Respect des libertés politiques
- Respect des droits civiques de toute la population
- Existence de réseaux de responsabilités qui assujettissent tous les acteurs à un contrôle adéquat. 
Pour O’Donnell, la notion centrale est celle de la citoyenneté civile et politique. Il suit la logique suivante : plus un état légal se renforce comme état de droit démocratique, plus il garantit une pleine citoyenneté, plus le système démocratique est consolidé.

#### Les variables de Guy Hermet[8]
Guy Hermet comme O’Donnell, se pose la question de l’utilité de l’étude de la consolidation dans le sens où elle fait appel à des jugements normatifs et subjectifs. Il propose alors une approche plus simple, qui mesure le recul ou le progrès de la démocratie tout en comparant les pays d’Amérique latine et les pays de l’Europe de l'Est. Il met en évidence 4 variables concernant les différences : 
- attitude face à la démocratie ;
- distribution des richesses ;
- héritage autoritaire ;
- place des anciennes idéologies.
Et trois variables sur les ressemblances : 
- la contradictions entre logique de démocratisation politique et réforme économique ;
- la rivalité entre leaders populistes et leaders démocratiques ;
- le poids de la mémoire du passé et contraintes d’ancrages dans le présent exigées par les nouvelles démocraties.

#### Les types de consolidation de Morlino[9]
En partant d’une définition plus simple, Morlino suit la même logique. Il propose d’étudier empiriquement les relations entre les institutions gouvernementales et la société civile afin de juger de leur stabilité. Après des études empiriques des démocraties en Italie, Grèce, Espagne et Portugal, il souligne le lien entre la légitimation et les recherches d’ancrages institutionnels: capacité des partis politiques à établir un lien entre les groupes d’intérêts et l’État. Il dégage alors 4 types de consolidation :
- la consolidation étatique (contrôle de la société à travers le clientélisme) ;
- la consolidation d’élite (pas de partis mais élite capable de contrôler la société) ;
- la consolidation des partis (contrôle de la société par les partis) ;
- le statu quo (légitimité faible, pas de contrôle de la société, pas de consolidation possible).

## Étude de cas

### Une consolidation réussie: l'exemple duBénin(1991-2006)
Après une république marxiste de 1974 à 1990, Nicéphore Soglo devient président le 24 mars 1991 en battant Mathieu Kérékou. Pour consolider la démocratie, Samuel Huntington recommande le test de l’alternance pour faire prendre conscience aux acteurs politiques que ce sont les urnes qui confèrent le pouvoir et seulement cela. En 1996, le président béninois, ayant perdu sa majorité au parlement est battu par Mathieu Kérékou. Comme théorisé par Huntington, le choc fut grand pour le premier président élu démocratiquement du Bénin. Durant la campagne électorale, « le président sortant souhaitait que les élections ne conduisent pas à un retour de la dictature dans notre pays et à la chasse aux sorcières ». Cet avertissement a sans doute permis une consolidation démocratique béninoise saine.

### Une consolidation manquée: l'exemple du Niger (1996-1999)
Dans le cas du Niger, la consolidation démocratique n’a pas eu lieu. Menée par les militaires et le général Baré à la suite du coup d’état du 27 janvier 1996, la transition proposée devait amener plus de démocratie. Après une tentative de reconstruction institutionnelle, des élections sont organisées le 7 et 8 juillet de cette même année. Le général chef d’État se présente aux élections alors qu’il avait assuré qu’il ne se présenterait pas. Dès lors, le déroulement démocratique de l’élection pouvait être remis en cause. En remportant le scrutin avec 52,22% des voix dès le premier tour, la consolidation démocratique était mort-née. Malgré les nombreux recours déposés devant la Cour Suprême, les résultats ont été validés. Dans un pays où les institutions juridiques censées être représentatives de la démocratie, sont corrompues par le pouvoir, le processus démocratique n’est pas viable.

## Critiques/autres approches
Linz et Stepan ont une approche critique des théories institutionnalistes, tout en reconnaissant leur importance. Ils adoptent une démarche plus marshallienne qui met en avant des valeurs normatives. C’est-à-dire, la capacité des citoyens à défendre et utiliser leurs droits politiques, civiques et sociaux.
D'autres champs d’études (l’économie, la sociologie…) s’interrogent sur l’influence de variables comme la globalisation ou les échanges transnationaux.
Certains auteurs comme Oxhorn et Ducatenzeiler, ont mis en avant l’interdépendance qui existe entre l’implantation d’une nouvelle démocratie, l’ouverture en parallèle à l’économie de marché et les inégalités que cela suscite. Les échanges économiques prennent le pas sur la consolidation démocratique et ne permettent pas la résorption des inégalités, au contraire.
En parallèle, des auteurs comme Nelson et Eglinton se sont penchés sur l’influence des acteurs extérieurs, sur le développement des nouvelles démocraties. Ils ont montré que les mesures adoptées par exemple, par les Nations unies n’encouragent pas la consolidation démocratique, mais tendent à harmoniser le plus rapidement la concurrence au sein du marché.
Réformer par le bas, c’est-à-dire, réformer par l’impulsion de la société civile est une tâche plus complexe car des heurts entre élite et population peuvent éclater et le jeu politique peut être biaisé.